# Heather Morris (aktorka)
Heather Morris (ur. 1 lutego 1987 w Thousand Oaks) – amerykańska tancerka i aktorka telewizyjna. Znana z roli cheerleaderki Brittany w musicalowym serialu FOX Glee.
Morris związała się z Taylorem Hubbellem, z którym uczęszczała do tego samego liceum w Arizonie. Para zaczęła spotykać się po tym, jak Morris przeniosła się do Los Angeles, a Hubbell skontaktował się z nią przez portal Myspace. 28 września 2013 roku urodziła ich syna Elijah „Eli” Beckwitha. Para zaręczyła się w 2014 roku i wzięła ślub 16 maja 2015 roku. 11 lutego 2016 roku na świat przyszedł ich drugi syn, Owen Bartlett.

## Filmografia
| Występy w teledyskach | Występy w teledyskach | Występy w teledyskach                                            | Występy w teledyskach |
| Rok                   | Artysta               | Tytuł piosenki                                                   | Notka                 |
| --------------------- | --------------------- | ---------------------------------------------------------------- | --------------------- |
| 2008                  | An-Ya                 | Nightlife                                                        | Tancerka              |
| 2008                  | The White Tie Affair  | Allow Me To Introduce Myself...Mr. Right/Candle_(Sick_and_Tired) |                       |
| 2008                  | Hit the Lights        | Drop the Girl                                                    |                       |
| 2011                  | Leo Moctezuma         | 2 Da Left                                                        |                       |

| Występy filmowe | Występy filmowe                       | Występy filmowe            | Występy filmowe                           |
| Rok             | Tytuł                                 | Rola                       | Notka                                     |
| --------------- | ------------------------------------- | -------------------------- | ----------------------------------------- |
| 2008            | Opowieści na dobranoc                 | Tancerka                   | Kocia tancerka, nie wymieniona w czołówce |
| 2009            | Ale czad!                             | Fiona                      | Była częścią „Panther”                    |
| 2011            | Glee: The 3D Concert Movie            | Brittany S.Pierce/Ona sama |                                           |
| 2012            | Epoka lodowcowa: Wędrówka kontynentów | Plotkara                   | Głos                                      |
| 2013            | Spring Breakers                       | Bess                       | Główna rola                               |
| 2015            | Most Likely to Die                    | Gaby                       | Rola główna                               |

| Występy telewizyjne | Występy telewizyjne      | Występy telewizyjne | Występy telewizyjne |
| Rok                 | Tytuł                    | Rola                | Notka |
| ------------------- | ------------------------ | ------------------- | --- |
| 2007                | The Beyoncé Experience   | Tancerka            | DVD: The Beyoncé Experience Live |
| 2008                | Imprezowo                | Tancerka            | Nie wymieniona w czołówce, Odcinek: „Get Down Tonight” |
| 2008                | Eli Stone                | Tancerka            | Nie wymieniona w czołówce, Odcinek: „The Path” i „The Humanitarian” |
| 2009-2015           | Glee                     | Brittany Pierce     | Sezon 1 – 21 Odcinki: „Showmance” – nadal Sezony 2,3 – Występy regularne Screen Actors Guild Award for Outstanding Performance by an Ensemble in a Comedy Series Nominowana – Teen Choice Award for Choice Music: Group (razem z obsadą Glee) |
| 2010                | Jak poznałem waszą matkę | Tancerka            | Nie wymieniona w czołówce, Odcinek: „Girls Versus Suits” |
| 2011                | Staples Commercial       | Ona sama/Tancerka   | Powrót do szkoły handlowej dla Staples (Canada) |

## Nagrody
- Nagroda Gildii Aktorów Ekranowych
  - Wygrana: SAG Najlepszy zespół aktorski w serialu komediowym lub musicalu
  - (2009) za Glee